# 黑貓與魔女的教室
《黑貓與魔女的教室》是日本漫畫家金田陽介所創作的日本漫畫，由2022年3月16日起於講談社旗下網上漫畫平台「Magazine Pocket」（マガジンポケット）開始連載。故事講述憧憬成為魔術師的少女丝碧卡與被變成黑貓的一級魔術師克勞德相遇，學習魔法同時獲得成長延伸的經歷。
2022年10月26日東立出版社獲得授權，開始在《新少年快報》電子版連載中文版。

## 故事概要
詳細登場角色和劇情詳參黑貓與魔女的教室角色列表
本作是金田陽介以魔術師和魔法為主題，結合魔法學校元素的虛構世界奇幻題材漫畫。本作世界觀中無論是角色姓名和魔法，多半和希臘神話、星辰、星座息息相關，作品中也不乏出現引用希臘神話典故的案例。
《黑貓與魔女的教室》故事聚焦在該架空世界的虛構國家「阿拉迪亞王國」，講述立志成為魔術師的少女丝碧卡·瓦戈與曾任魔術學院「王立黛安娜學校」教授但遭受詛咒變成黑貓的一等魔術師克勞德·席利烏斯的經歷。故事開始的兩年前，「王立黛安娜魔術學院」遭遇異端教團「黑蛇教團」襲擊，當時在該校任教的克勞德出手救了被捲入事件的少女丝碧卡，但後來克勞德獨自逃跑下落不明，他在該世界的名聲也變得一落千丈。
丝碧卡是出身橙農家庭的少女，她受克勞德的救命之恩與對後者的憧憬啟蒙，嚮往成為該世界被視為魔術界菁英的一等魔術師，但在不得要領和無人指導的狀況，導致她屢屢成為被家人和同鄉朋友阿麗亞取笑的對象，直至某日她在住家附近遇見一隻會說話的黑貓克勞德，克勞德指派她前往國家裡的王立圖書館耗時一個月尋找名為「全能之書」的魔導書，丝碧卡在過程中習得古代文字，以此打開圖書館的異世界空間跟著克勞德尋獲「全能之書」，兩者分別被「全能之書」告知「自身的魔法天賦」和「解除詛咒的方式」。絲碧卡在遭遇危險時短暫令黑貓型態的克勞德恢復人類原形解除危機，同時獲知黑貓正是兩年前在異端教團「黑蛇教團」襲擊「王立黛安娜魔術學院」事件解救她、但遭受詛咒才會變成黑貓在世間銷聲匿跡的一等魔術師克勞德的實情。
克勞德為了讓絲碧卡的實力提升至能夠永久解除他的詛咒，他提出幫助指導丝碧卡逐步學習魔法提升實力成為頂尖魔術師的條件，丝碧卡與克勞德分別為了「成為一等魔術師」、「解除詛咒」的目的選擇合作成為師生關係。經過訓練理解自身魔法特性的絲碧卡掌握了「處女座魔法」（植物魔法）的基礎，跟著阿麗亞通過「王立黛安娜魔術學院」入學測驗成為該屆新生，與此同時克勞德透過「王立黛安娜魔術學院」校長貞德安排得以回歸教職，被校長貞德要求將在校際內被教職人員稱作「潘朵拉的魔盒」的問題學生們集體教導至畢業。絲碧卡和阿麗亞加入克勞德帶領的集會（「潘朵拉的魔盒」），展開為期三年的校園生活，克勞德集會在過程中必須應對來自各方勢力的挑戰和考驗。

## 設定和用語
故事的舞台設定於以現實世界歐洲為藍本的架空世界，這個世界存在著魔法與許多奇幻生物。作品核心的虛構王國「阿拉迪亞王國」是個著重魔法人才培育，由阿拉迪亞王室家族統治的國度，該國家的著名地標為樹齡千年且高達九百米的「尖帽子的世界樹」，重要商業區為星光廣場，國境可見許多充斥著魔法元素的設施和物品，包含但不限設立藏書豐富的王立圖書館、附加魔法的魔法道具等。「阿拉迪亞王國」其一著名之處在校史悠久和培育眾多魔法人才的住宿制魔術學校「王立黛安娜學校」，故事裡的許多重要事件多半集中在這座學校的相關人事物上。世界觀設定介紹如下：
魔術師
本作中能夠運用月亮與星辰的魔力施展魔法的人群，阿拉迪亞王國每年都會在王宮舉辦魔術師等級考試，等級由低至高依序是四（被稱作魔術師的資格）、三、二、一（魔術師佔比僅有0.05%），影響魔術師的素質分別是想像力、魔力、知識力、技術力、體力。底下細分多種職業。魔術師慣用施法武器為法杖，但也有運用其他武器和道具作戰的魔術師。
| 王立圖書館 阿拉迪亞國家設立藏書豐富、由大型魔導書「Mother Book」管理館內維安的大型圖書館，一旦非人存在觸碰書籍便會觸發警報讓警衛趕來驅逐入侵者。只有通曉古代文字者才能打開「Mother Book」的封面封印，踏進書中的異世界閱覽禁書與國寶級魔導書，甚至和能將睿智傳授給尋獲者的「全知之書」交流。 「王立黛安娜魔術學校（Royal Diana Academy）」 本作重要的學校，培育魔術界菁英的住宿制魔術學校，故事開始的千年前由始祖魔女塞勒涅創建，現任校長為貞德。該校佔地廣闊歷史悠久，設有多樣設施和社團，中等部學生畢業可選擇直升該校高等部，包含中等部與高等部共計六百多名學生，從該校畢業的畢業生多為魔術界佼佼者。學校會舉行入學考試篩選入學新生，新生需要透過分班，讓一位教師和十二名學生組成三年內學習生活均一起的「巫師聚會」（班級），然後從中選出教師不在時負責招集同學、協助匯總雜務和校內事項分配給同學們的領隊（班長），但若是領隊（班長）不夠認真沉穩將有學習集會無法出席、團隊關係惡劣乃至於年級崩壞的事態發生。每學年會選出10%學習成績排行末位的學生退學。 校內固定考試是11月期中考、2月期末考、7月升級考試，校內成績按照出席時間和使用的魔法而定，「F」為不及格，合格成績由低至高為D、C、B、A、S，期中考和期末考未能取得D級以上者無法參加升級考試，考試不及格的學生必須出席集訓加強學習和魔法運用程度。其他固定活動尚有12月寒假、3月春假、4月瓦爾普吉斯之夜（學園祭）、8月暑假。學校教師會帶領在校生進行職業體驗觀摩魔術界的各行業。 校名中的「黛安娜（Diana）」取自的羅馬神話的月亮女神黛安娜。 天鷹之巢 本作中為「王立黛安娜魔術學校」進行一年級期中考的地區，眾多獅鷲棲息的迷宮兼巢穴。 塞勒涅山 本作中為始祖魔女塞勒涅曾經修行和「王立黛安娜魔術學校」進行冬季集訓的山區，由於始祖魔女塞勒涅的魔法殘留影響，週圍溫度和磁場紊亂，擁有能夠恢復魔力的泉水，山區同時存在四季。 蛇龜島 原形是巨型蛇龜，被始祖魔女塞勒涅施展魔法而成的變成島嶼，僅有在夜晚期間會重獲生命和行動力，本作中為「王立黛安娜魔術學校」克勞德集會進行一年級期末考的地區。 |

| 「十二星座魔法」 本作主要的魔法系統之一，由於該世界觀中的月亮與星辰為魔力的來源，主流魔術師以黃道十二星座將魔法區分為12種系統，分辨魔術師與生俱來的魔法類型。每位魔術師天生俱備的魔法特性因人而異，但魔術師無法學會自身特性以外的魔法。不同類型的魔術師在默契相通和夥伴配合度高的狀態，能將各自的魔法組合成「合成魔法」運用，窮極「合成魔法」極限者甚至能使用所有十二星座的魔法。十二星座魔法區分依序如下： 白羊座（炎魔法）：操控火焰的魔法，能製造煙幕，運用火焰發動攻擊、防禦、照明和提升火焰溫度等。 金牛座（強化魔法）：強化施術者的魔法，能強化諸如復原能力、力量、體能、感官、抗性等，也能用於將身軀巨大化，缺點是過度使用會對身體造成負擔。高階施術者（例如蝶內卜）能將強化效果用於其他對像。 雙子座（光魔法）：操控光的魔法，能發出光線照明、攻擊、扭曲光線構成假像、製造鏡像分身和複製光魔法掃過的生物和物品。 巨蟹座（鋼魔法）：操控鋼鐵的魔法，能用於製造物品、攻擊、防禦、限制敵方行動。高階施術者能操控更多樣化的金屬。 獅子座（獸魔法）：化獸魔法，施術者可變身成任何型態的動物，在化身期間獲得該動物的生理特性和強化肉體機能，施術者對動物知識的掌握度，影響能運用的動物型態效果。 處女座（植物魔法）：操控植物的魔法，施術者可操控植物的生長和型態變化，還能依據對植物知識的掌握度，運用不同植物的特性延伸多種用法，在森林地區能夠增幅威力和效果。被佩加斯斯評為「適合與任何魔法搭配」的魔法。高階施術者能將植物的體積和特性強化數倍 天秤座（心眼魔法）：將生物的心理思維變成可視化的心靈系魔法，施術者可判讀指定對象的真實心理思維和行動方向，也能運用魔法進行聯覺或影響目標的思想和精神。 天蠍座（毒魔法）：操控毒素的魔法，能依據場合運用效果與威力各異的毒素。 射手座（風魔法）：操控風的魔法，運用範圍包含讓施術者或指定目標飛行，創造魔法弓箭、強風屏障和風暴等。 魔羯座（惡食魔法）：能夠吞食施加在目標身上的魔法效果，也能召喚出魔羯發動攻擊。 水瓶座（水魔法）：操控水的魔法，能將空氣裡的水蒸氣凝結成水進行型態變化，在雨天和水域地區能夠增幅威力和效果，高階施術者能讓水氣結凍成冰。 雙魚座（海洋魔法）：召喚海洋生物輔助施術者的魔法，施術者能和海洋生物溝通，在水域地區或配合水魔法能夠增幅加海洋生物的活動範圍。 「蛇夫座魔法」 本作中首個不屬於「十二星座魔法」的星座魔法，深諳該魔法者以異端教派「黑蛇教團」成員居多，運用範圍包含但不限召喚魔法蛇類、異常狀態、再生復活、詛咒與攻擊等。 |

| 鋯石 該世界觀裡含有魔力的稀有寶石，由於生產礦區棲息大量魔獸難以採收。 荷米斯手環 由鋯石製成能讓使用者事先設定傳送地點，將使用者瞬間傳送至指定區域的魔法手環。 塔理斯曼 檢測當事者能力值的魔法道具，當事者站在魔法陣中央碰觸該道具，便能判讀出當事者的相關能力值強弱和給予提升能力的分析。 布迪 附加魔法的人形布偶，放入當事者的頭髮便能活動和分析當事者情報，也能協助保護當事者，缺點是保護當事者3次後便會失效。 念話機 施加「天秤座魔法」的通訊用魔法道具，可讓使用者和指定通訊對像以心靈感應對話。 |

## 出版書籍
| 卷數 | 講談社         | 講談社                 | 東立出版社     | 東立出版社                           |
| 卷數 | 發售日期       | ISBN                   | 發售日期       | ISBN                                 |
| ---- | -------------- | ---------------------- | -------------- | ------------------------------------ |
| 1    | 2021年7月21日  | ISBN 978-4-09-453018-6 | 2023年1月9日   | ISBN 978-626-347-703-2（首刷限定版） |
| 2    | 2022年1月18日  | ISBN 978-4-09-453047-6 | 2023年3月9日   | ISBN 978-626-360-089-8（首刷限定版） |
| 3    | 2022年12月20日 | ISBN 978-4-09-453104-6 | 2023年5月12日  | ISBN 978-626-360-473-5（首刷限定版） |
| 4    | 2023年3月9日   | ISBN 978-4-06-530917-9 | 2023年7月20日  | ISBN 978-626-360-635-7               |
| 5    | 2023年7月7日   | ISBN 978-4-06-532168-3 | 2023年11月13日 | ISBN 978-626-372-794-6               |
| 6    | 2023年11月9日  | ISBN 978-4-06-533155-2 | 2024年4月22日  | ISBN 978-626-02-0523-2               |
| 7    | 2024年3月8日   | ISBN 978-4-06-534859-8 | 2024年8月8日   | ISBN 978-626-02-1627-6               |
| 8    | 2024年7月9日   | ISBN 978-4-06-536116-0 | 2024年12月2日  | ISBN 978-626-02-2881-1               |
| 9    | 2024年11月8日  | ISBN 978-4-06-537038-4 | 2025年4月17日  | ISBN 978-626-02-4224-4               |
| 10   | 2025年2月7日   | ISBN 978-4-06-538401-5 | 2025年6月12日  | ISBN 978-626-02-4508-5               |
| 11   | 2025年5月9日   | ISBN 978-4-06-539352-9 |                |                                      |
| 12   | 2025年8月7日   | ISBN 978-4-06-540346-4 |                |                                      |

## 創作
本作是金田陽介繼《寄宿學校的茱麗葉》後第二部長篇漫畫作品，金田在接受媒體訪談期間稱道，最初創作《寄宿學校的茱麗葉》時，他認為該作品的主要觀眾群是男性居多，但在《寄宿學校的茱麗葉》被改編成動畫後，他收到許多小學生的女粉絲來信，慶幸讓很多粉絲看見自己的作品之餘，以此機緣開始改變創作方式，希望讓更多人們看見自己的作品。
角色刻畫設計方面，金田表示自己在這次創作並沒有特意將女性角色描繪得很可愛，而是希望能夠在不刻意的情況下展現女主角絲碧卡自然女性化的一面。與此同時為了盡可能吸引所有年齡層和不限性別的讀者，金田著手設定世界觀時抱持「要是能用魔法表達星座，會很興奮並想著『可以使用這種魔法』」的概念，將角色所使用的魔法與大眾熟悉的黃道十二星座連結在一起，將魔法分段繪製，以使其盡可能易於理解，讓不分成人和孩子們都能樂在其中。

## 宣傳
2022年3月，正式啟用漫畫官方「X」帳號宣傳漫畫發行事宜，同年6月29日宣布在週刊少年Magazine正式連載的消息。

## 評價
廣播作家黑田順子閱讀漫畫單行本第一冊後，在評論文章稱讚該作品為「充滿少女魅力的經典奇幻小說」，她評稱克勞德在黑貓型態表現可愛和有趣的一面，同時讚譽角色特質鮮明、形式各異的魔法和精美的構圖。

## 外部連結
- 漫畫連載網站（日語）
- 漫畫的X（前Twitter）（日語）